# Comuna Kalîniv, Sambir
Kalîniv (în ucraineană Калинів) este o comună în raionul Sambir, regiunea Liov, Ucraina, formată din satele Kalîniv (reședința) și Krujîkî.

## Demografie
Componența lingvistică a comunei Kalîniv
     Ucraineană (99,11%)
     Alte limbi (0,76%)
Conform recensământului din 2001, majoritatea populației comunei Kalîniv era vorbitoare de ucraineană (99,11%), existând în minoritate și vorbitori de alte limbi.